# Vranica
Vranica je najpoznatija rudna planina u BiH, između gradova Gornjeg Vakufa-Uskoplja na zapadu i Fojnice na istoku.

## Položaj
Nalazi se na razvođu između rijeka Vrbasa i Bosne. Najviši vrh Vranice je Nadkrstac na 2112 metara nadmorske visine. To je pitoma planina, s dosta pašnjaka i površinskim vodama. Na njoj se nalazi Prokoško jezero. Prokoško jezero je udaljeno od doma na Rosinju 6 km. Na Vranici se može vidjeti dosta izvora (Vrbasa, Kozičke rike, Sikirskog potoka), mnoštvo slapova (Ždrimački slap, Kozički slap) i mnogo različitih pećina i jama.

## Postanak
U zemljopisnom je središtu države Bosne i Hercegovine. Dio je masivna planinskog prostora, drukčijeg izgleda, podrijetla i morfologije od vapnenačkog gorja u Zapadnoj Bosni, na Bjelašnici i južnije u Hercegovini. Vranica je središnja planina tog prostora. Uz najviši vrh, ima još desetak planinskih vrhova visine preko 1500 metara. Bočne izdanke Vranice možemo smatrati i posebnim planinama, ali sve tvore jedinstveni masiv Srednjebosanske rudne planine. Vranica leži na vulkanskom pojasu. Obližnji davno ugasli vulkan je Tethys.
Planine su u uglavom građene od nepropusnih paleozojskih škriljaca. Druge po brojnosti su nakupine magmatskih eruptivnih stijena (rudne žile). Tlo je nepropusno. Velika je količina oborina pa na sve strane s planine teku rijeke i potoci. Izvori su nekad vrlo visoko, pa imaju veliki pad, često i slapoviti tok.

## Flora i fauna
Na Vranici se mogu naći endemske biljke: vraničko zvonce (bijelo vraničko zvonce), bosanska zvončika i vranička vrkuta. Također, u Prokoškom jezeru živi endemska životinjica triton.

## Promet
Kraj je danas izoliran i zabit, jer nema suvremenih prometnica niti većeg gradskog naselja. U prošlosti tako nije bilo jer su ovuda utrti karavanski putevi koji su povezivali istok i zapad, sjever i jug. Važni prijevoji su Sarajevska i Travnička vrata.

## Gospodarstvo
U prošlosti je rudarstvo bila važna gospodarska grana. Zbog magmatskih stijena, obiluje mineralima, željezom, bakrom, živom, kvarcem, baritom. Željezo se osobito eksploatiralo, a topilo ga se u Fojnici, Kreševu i Dusini. Ima i toplih mineralnih izvora poput onoj fojničkog. Zlato i srebro se kraće vrijeme eksploatiralo u Bakovićima nedaleko od Fojnice.

## Stanovništvo
Na Vranici se nalazi katoličko hodočasničko mjesto Vrankamen, kojem se još od osnutka fojničkog franjevačkog samostana Duha Svetoga hodočasti i gdje prve nedjelje po blagdanu sv. Ilije fratri održavaju tzv. čobansku misu.

## Galerija
- Vikendice uz Prokoško jezero
- Pogled s Nadkrstca na Vranicu pod snijegom
- Vranica zimi
- Vranica
- Prokoško jezero na Vranici
- Vrh Ločika
- Dobroška Vranica

## Vanjske poveznice
|  | Zajednički poslužitelj ima još gradiva o temi Vranica |

- Dinarsko gorje Grupa Vranice